# こんにちは!鶴蒔靖夫です
鶴蒔靖夫の話のキャッチボール（つるまきやすおのはなしのキャッチボール）は、2020年4月4日から2022年8月27日までアール・エフ・ラジオ日本で毎週土曜日に放送された鶴蒔靖夫の冠番組である。
1984年7月2日から2020年3月31日までは『こんにちは!鶴蒔靖夫です』として毎週5日（月曜-金曜日）放送していた。

## 概要
「評論家・鶴蒔靖夫が政界・財界を始め各界で活躍中のゲストを迎えて送る、直球あり、変化球ありの『話のキャッチボール』」という口上で番組が開始される。帯番組時代は「気鋭の評論家」という肩書きであった。
政界・財界・文化人を始め、各界の著名人をゲストに迎えて対談を行う。1984年から放送が開始され、放送回数は9200回以上となった。
帯番組時代のテーマソングはMALTAの『Sexy Galaxy』が使われていた。
2022年8月27日をもって番組が終了した。『こんにちは!鶴蒔靖夫です』時代から通算して38年2か月の歴史に幕を閉じた。

## 放送時間
こんにちは!鶴蒔靖夫です
- 月曜 - 金曜 12:10 - 12:30（2003年9月26日以前）
- 月曜 - 金曜 11:30 - 11:50（2003年9月29日 - 2019年3月29日）
- 月曜 - 金曜 11:40 - 12:00（2019年4月1日 - 2020年3月31日）

鶴蒔靖夫の話のキャッチボール
- 土曜 7:20 - 7:50（2020年4月4日 - 2022年8月27日[1]）

## パーソナリティ
- 鶴蒔靖夫

## レギュラーコメンテーター
週5日放送時代の情報。
- 野田一夫（第1・第2木曜日）[3]
- 加瀬英明（第3・第4月曜日）[3]